# エナジャイズ
株式会社エナジャイズ（英: Energize Inc.）は、日系企業のグローバル化・クロスボーダープロジェクトの支援をする日本のコンサルティング会社である。
2013年より毎年2月に日本企業への就職に興味のあるASEANの学生を集めた選考直結型合同企業説明会「Asean Career Fair with Japan」をシンガポールで主催している。
2009年4月に元マイナビ社員の尾崎太朗が創業。
東京 新宿御苑前（東京都新宿区四谷4-30-18）に本社を置き、シンガポール、スリランカ、フィンランドにビジネス拠点を持つ。

## 主な事業内容

### ロードショーアレンジ
クライアントのビジネス・採用の要件やニーズに基づき、現地へ出向いて採用活動を行うためのプロジェクトを企画・設計し、現地での実行から採用までのプロセス全体をマネジメント。

### オンキャンパス
クライアントが求める非日本人国籍人財へリーチする場として、各国の大学内（オンキャンパス）で開催されるキャリアイベントを活用し、選考プロセスを組み上げていく一連の活動をサポート。

### エグゼクティブサーチ
クライアントが募集される職種・ポジションが具体的かつ高い専門性や、詳細の条件を伴う場合、主に中堅〜エグゼクティブの経験者採用をクロスボーダーで実現するための支援。

## ASEAN Career Fair with JAPAN
ASEAN Career Fair with JAPAN はエナジャイズが2013年よりシンガポールで開催している選考直結型のキャリアイベント。ASEANの学生と日系企業とのマッチングを行う。大阪大学国際公共政策研究科が取り組んでいた文部科学省「キャンパスアジア」事業をきっかけに生まれたプロジェクト。日系企業に就職するための登竜門のような存在になっている。

## 主な取引先(一部抜粋 50音順)
- 株式会社21世紀経営企画
- AGC Asia Pacific Pte Ltd
- Bloomberg
- Canon Singapore Pte. Ltd.
- Chubb損害保険株式会社
- Deloitte Consulting Southeast Asia
- Fuji Xerox Asia Pacific Pte Ltd
- IDEA DEVELOPMENT株式会社
- 株式会社IHI
- JFEエンジニアリング株式会社
- Mitsui & Co. (Asia Pacific) Pte. Ltd.
- Nippon Express (Singapore) Pte Ltd.
- NITTO DENKO (SINGAPORE) PTE LTD
- OMRON Asia Pacific Pte Ltd.
- REERACOEN SINGAPORE PTE. LTD
- SGホールディングス株式会社
- Terumo Asia Holdings Pte. Ltd.
- アバディーン投信投資顧問株式会社
- 株式会社イオンフォレスト
- エヌ・アール・アイ・セキュアテクノロジーズ株式会社
- 国立大学法人 大阪大学
- 花王株式会社
- 株式会社カジタク
- キッコーマン株式会社
- 株式会社キッツ
- 株式会社構造計画研究所
- 株式会社コナミデジタルエンタテインメント
- サイオステクノロジー株式会社
- サンデン株式会社
- 株式会社シーエーシー
- 株式会社シード
- ジョイ・アンド・バリュー株式会社
- 住友化学株式会社
- 第一資料印刷株式会社
- 第一生命保険株式会社
- ダイキン工業株式会社
- 株式会社竹中工務店
- 東京ガス株式会社
- 国立大学法人 東京大学
- 株式会社東芝
- 株式会社ニトリ
- 日本システム技術株式会社
- 株式会社ネオキャリア
- 株式会社 博報堂コンサルティング
- パナソニック株式会社
- 株式会社ファミリーマート
- 株式会社プラン ドゥ シー
- 富士通株式会社
- 株式会社富士通ソフトウェアテクノロジーズ
- 株式会社みずほ銀行
- 株式会社三井住友銀行
- 三菱商事株式会社
- 株式会社三菱ＵＦＪ銀行
- 株式会社三菱ケミカルホールディングス
- ヤマト運輸株式会社
- ヤマトグローバルロジスティクスジャパン株式会社
- 楽天株式会社
- 株式会社ラーニングデザインセンター
- ライオン株式会社
- 株式会社ワークスアプリケーションズ
- 他